# ۱۶۳ (قمری)
۱۶۳ (قمری)، صد و شصت و سومین سال در گاهشماری هجری قمری است. اول محرم این سال برابر با بیست و یکم سپتامبر سال ۷۷۹ میلادی است.